# بامیر توپی
بامیر مرتضی توپی (زاده ۲۴ آوریل ۱۹۵۷) سیاستمدار اهل آلبانی و پنجمین رئیس‌جمهور این کشور می‌باشد که در ۲۴ ژوئیه ۲۰۰۷ به این سمت انتخاب شد. او همچنین بین سالهای ۲۰۰۵ تا ۲۰۰۷ رئیس افتخاری باشگاه کی اف تیرانا بود. 